# NGC 4066
NGC 4066 este o galaxie eliptică situată în constelația Părul Berenicei. A fost descoperită în 24 februarie 1827 de către John Herschel. Se află la o distanță de 107,44 megaparseci de Pământ.